# ديريك ماسون (لاعب كرة قدم أمريكية)
ديريك ماسون (بالإنجليزية: Derrick Mason)‏ هو لاعب كرة قدم أمريكية أمريكي، ولد في 17 يناير 1974 في ديترويت في الولايات المتحدة.

## وصلات خارجية
- ديريك ماسون (لاعب كرة قدم أمريكية) على موقع مرجع كرة القدم المحترفة.كوم (الإنجليزية)